# Mogno

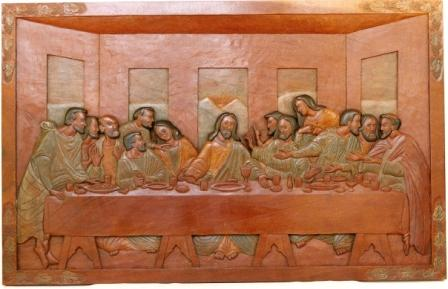
Santa Ceia esculpida em mogno.

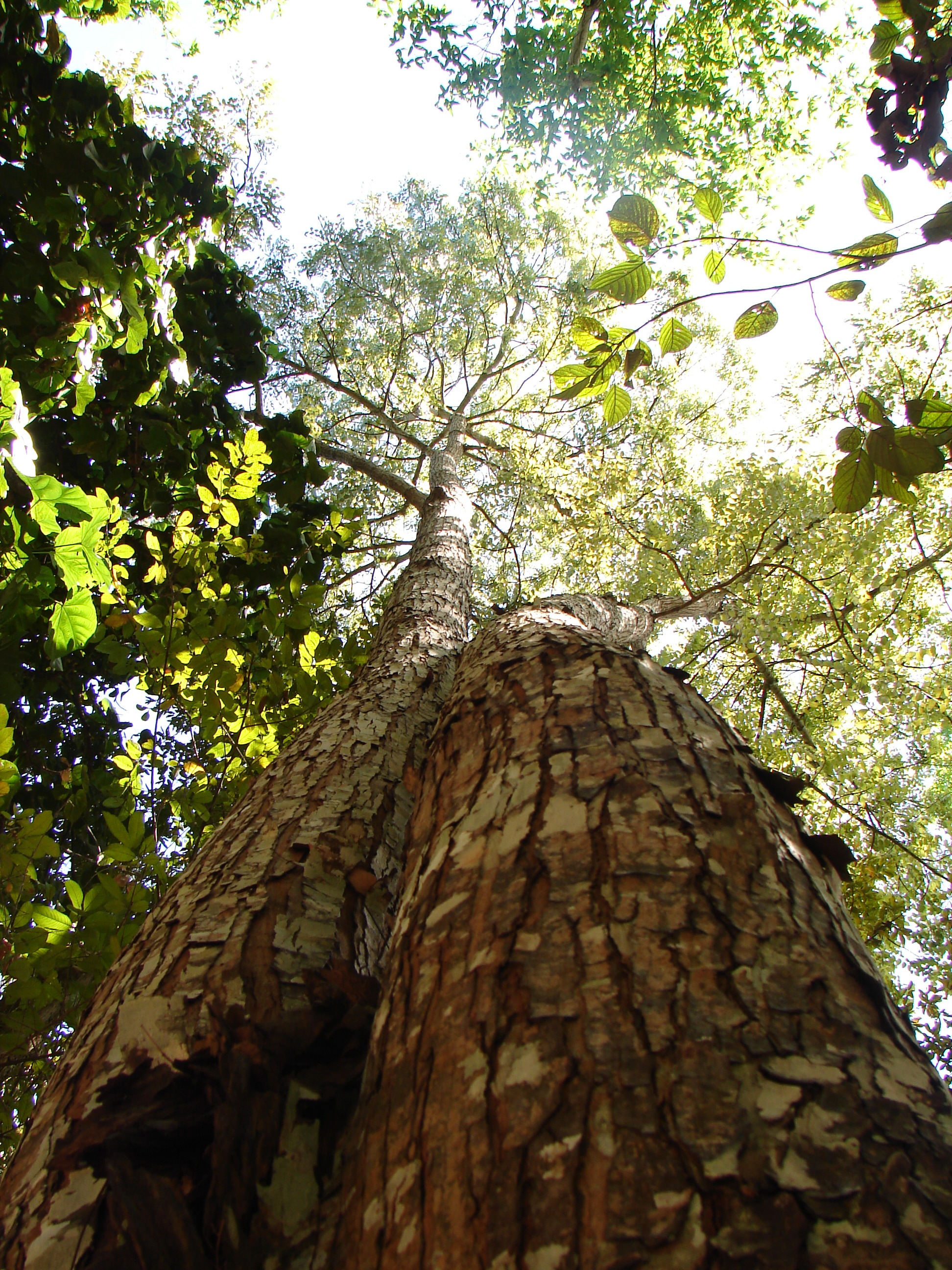
Árvore de mogno da espécie Swietenia macrophylla (Amazónia).

Mogno é o nome comercial utilizado para designar as madeiras de origem tropical com coloração castanho-avermelhada, grão fino, grande dureza e elevada densidade (>0,63 g/cm3) provenientes de árvores da família das Meliaceae. Estas madeiras são fáceis de trabalhar, duradouras e muito resistentes à compressão e torção, características que as tornam muito procuradas para marcenaria, entalhes, decoração e para acabamentos de interior de imóveis. Por apresentarem baixa velocidade de transmissão do som, são usadas para fazer instrumentos musicais. A elevada procura leva a que atinjam elevado preço.

## Descrição
O termo "mogno" foi utilizado, primeiramente, para referir-se à madeira da espécie Swietenia mahagoni, das Caraíbas, designação mais tarde alargada para a madeira da espécie Swietenia macrophylla (o mogno-brasileiro, aguano, araputanga ou cedro-i), uma árvore nativa da Amazônia e da região intertropical da América do Sul e Central, mais comum no sul do Pará.
A partir dessas espécies, o termo passou a ser também utilizado para designar outras madeiras tropicais com coloração e densidade semelhantes, nomeadamente as provenientes do género africano Khaya (aparentado ao género Swietenia), que produz madeiras conhecidas como mogno africano, e do género Entandrophragma, também africano. Todos estes géneros são nativos das florestas equatoriais.
Em Portugal o termo «mogno» tem sido utilizado de forma muito abrangente para designar diversos tipos de madeira exótica de coloração castanho-avermelhado, especialmente a proveniente da zona equatorial e inter-tropical.

## Estado de conservação
Atualmente, todas as espécies do género Swietenia estão listadas pela CITES como espécies protegidas. 
A espécie S. macrophylla, assim como o cedro brasileiro (Cedrela fissilis) e a andiroba (Carapa guianensis), ainda não podem ser plantadas em larga escala em monoculturano Brasil, por serem atacadas pela lagarta Hypsipyla grandella Zeller, 1848 (Lepidoptera : Pyralidae), também conhecida como "broca das meliáceas". 
A Embrapa-Florestas, no entanto, em sua Circular Técnica 16, descreve o módulo agroflorestal instalado na vitrine de técnicas em Brasília, em pleno cerrado, onde uma das espécies plantadas é o mogno, junto com andiroba e outras espécies repelentes de insetos.
A centenária Fazenda Santo Antônio d'Água Limpa, em Mococa, SP, produtora comercial de café, incluiu o mogno entre as muitas espécies de seu sistema agroflorestal multiestrato.
Também em Mococa se planta o guanandi, madeira de lei da Mata Atlântica que se parece muito com o mogno, e o substitui com vantagens, por exemplo, é imune ao ataque de Hypsipyla.
A extração clandestina do mogno é um importante fator de devastação da floresta amazônica, dado o valor e a demanda pela sua madeira. Atualmente tem corte proibido no Brasil, e a tendência de longo prazo é que seja substituído o comércio por outras essências, notadamente as que podem ser plantadas, se considerarmos que o corte ilegal e predatório perderá atratividade junto aos consumidores de altíssima renda que consomem madeira de lei. Como o mogno ocorre isolado no interior da floresta, sua derrubada e arraste leva à destruição de até mais 30 árvores próximas.

## Usos

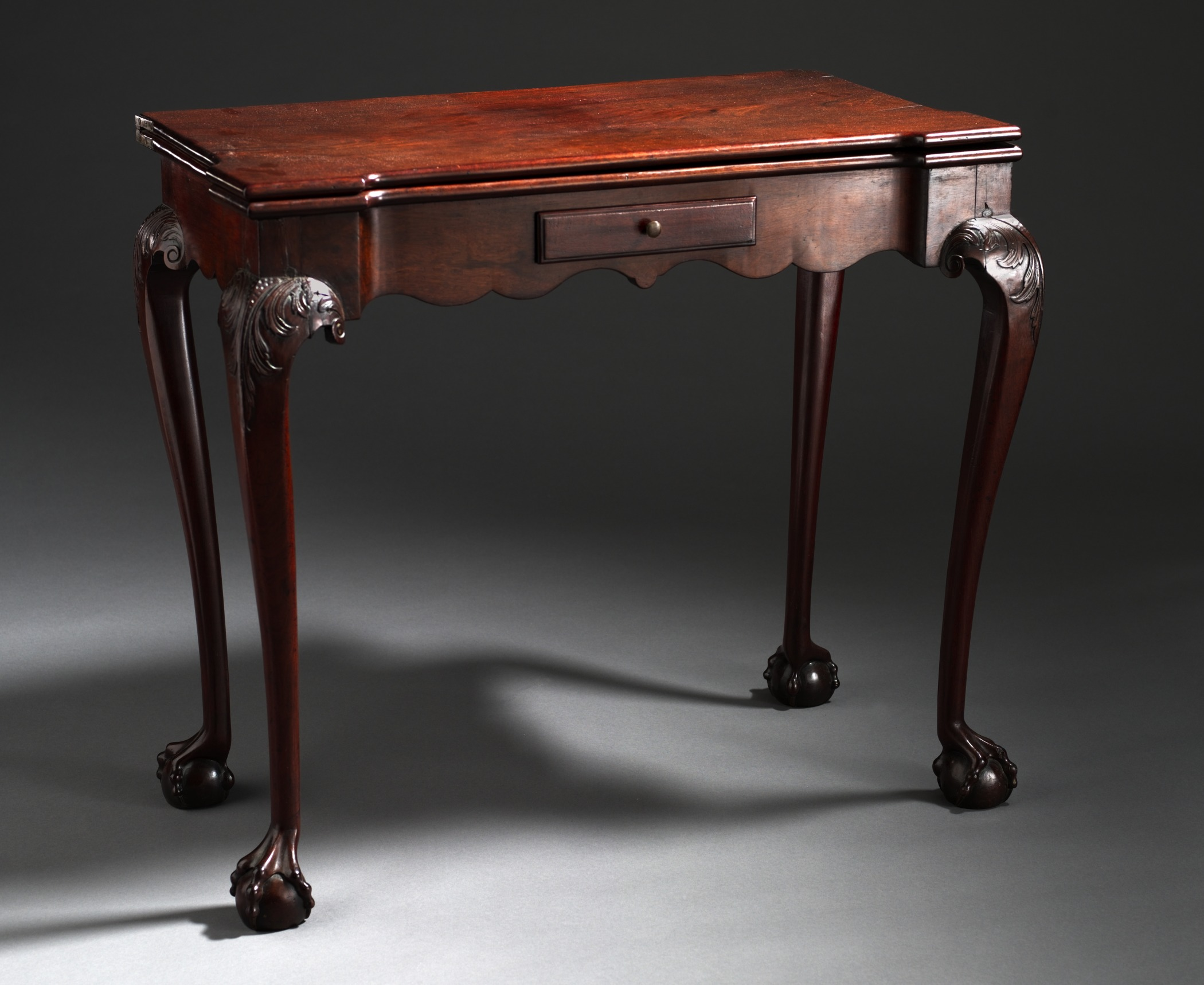
Mesa de mogno.

As madeiras de mogno são muito usadas e apreciadas na produção de móveis pela facilidade com que são trabalhadas, pela sua estabilidade e duração, além do seu aspecto, castanho-avermelhado brilhante, depois de polidas; e também na produção de instrumentos musicais pelo seu timbre característico e ressonância sonora, que tendem ao médio-grave, notadamente guitarras e violões mas, ainda, em alguns tambores percussivos.

## Galeria

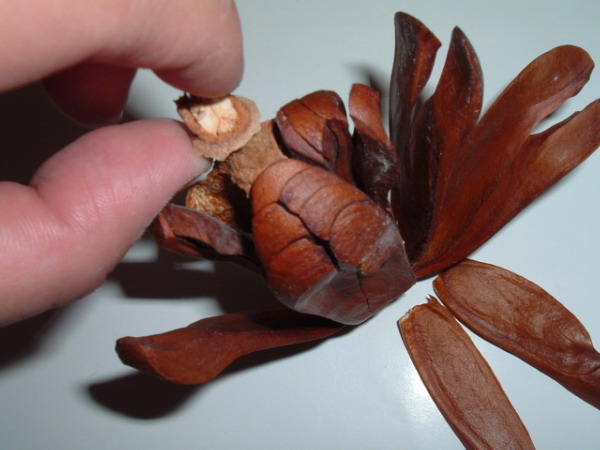
Fruto de S. macrophylla.
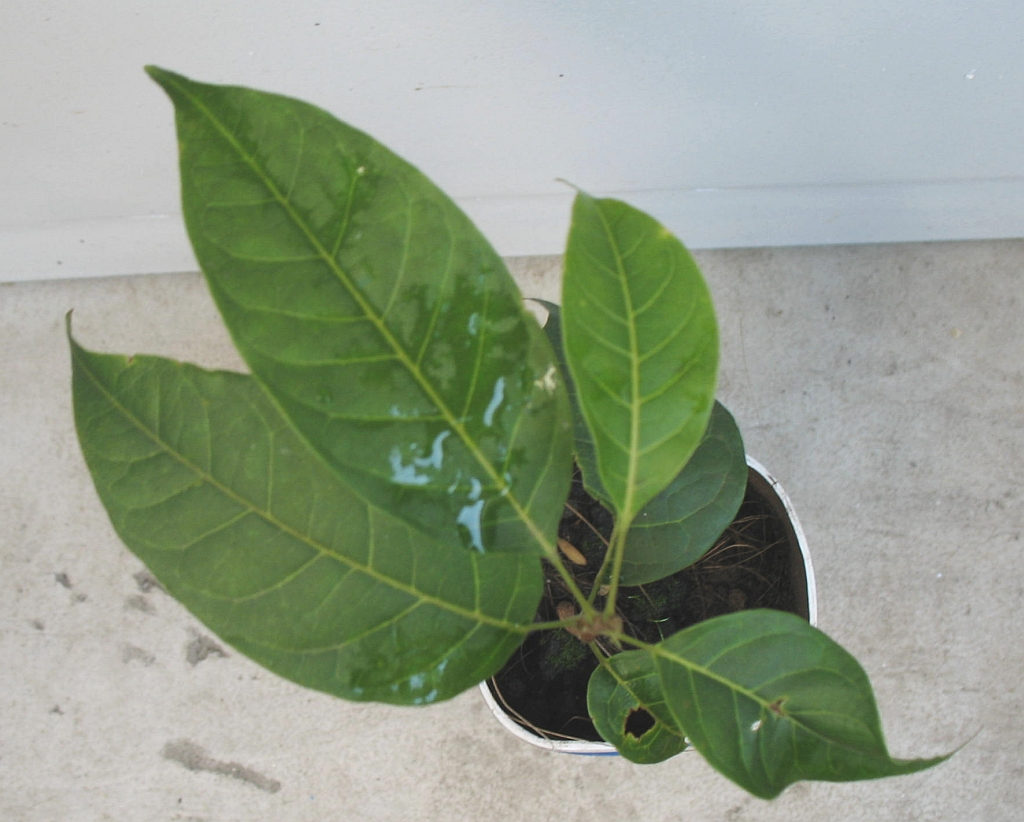
Plântula de mogno.
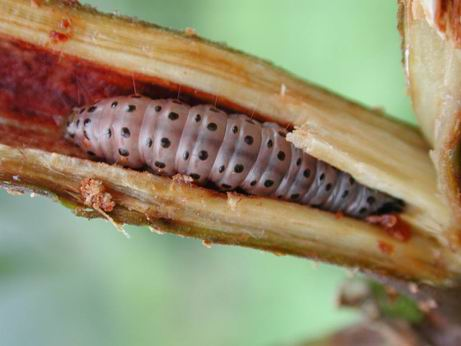
Lagarta de Hypsipyla grandela destruindo uma gema apical de mogno.